# Museo de la Resistencia Noruega
El Museo de la Resistencia Noruega, también conocido como Museo del Frente Interno (en noruego, Norges Hjemmefrontmuseum) es un museo ubicado en la Fortaleza de Akershus, en Oslo, Noruega.
La colección del museo trata de la resistencia noruega durante la ocupación del país por la Alemania nazi entre 1940 y 1945, e incluye numerosas piezas de equipo militar, fotos y documentos de los años de la guerra, siendo la colección más amplia en esta materia.
El museo incluye también un archivo de material histórico del Comando de las Fuerzas Armadas como también material creado por las autoridades noruegas en el auxilio, tanto en Londres como en Estocolmo. En total el archivo del museo reúne unos 450 estantes de material. El archivo de fotos consiste en entre 20 000 y 25 000 imágenes, y también se incluyen unas 2000 entrevistas con personas implicadas en la resistencia durante la guerra. La biblioteca del museo es accesible al público previa cita. 
Entre 1970 y 2008, el museo había recibido unas 3,2 millones de visitas.

## Historia
El museo está ubicado en Det dobbelte batteri (la doble batería), una construcción dentro de la fortaleza construida en 1691-92. Fue establecido como fundación en 1966 y abrió sus puertas al público en mayo de 1970, siendo inaugurado por el entonces príncipe heredero Harald V de Noruega durante las celebraciones del 25.º aniversario de la liberación de Noruega. Su arquitecto jefe, Otto Torgersen, diseñó los planes del museo en colaboración con representantes de varias ramas de la resistencia noruega, diseñando una galería que recorre los años en orden cronológico desde la preguerra (los años 1930) hasta la liberación en 1945.
Entre los directores del museo desde su fundación ha habido miembros y combatientes de la resistencia noruega, como el explorador Knut Haugland. El museo forma parte del sistema noruego de museos de las fuerzas armadas.

## La exhibición
La exhibición se divide en secciones que representan los eventos importantes de la guerra en Noruega, cada una considerada una "subcolección" con su propio nombre:
- «9 de abril de 1940»
- «Nuevo esquema y dictadura»
- «Resistencia civil»
- «Base de poder»
- «Cautividad y deportación»
- «Vida cotidiana»
- «Resistencia militar»
- «La recta final»
- «8 de mayo de 1945»

## Galería

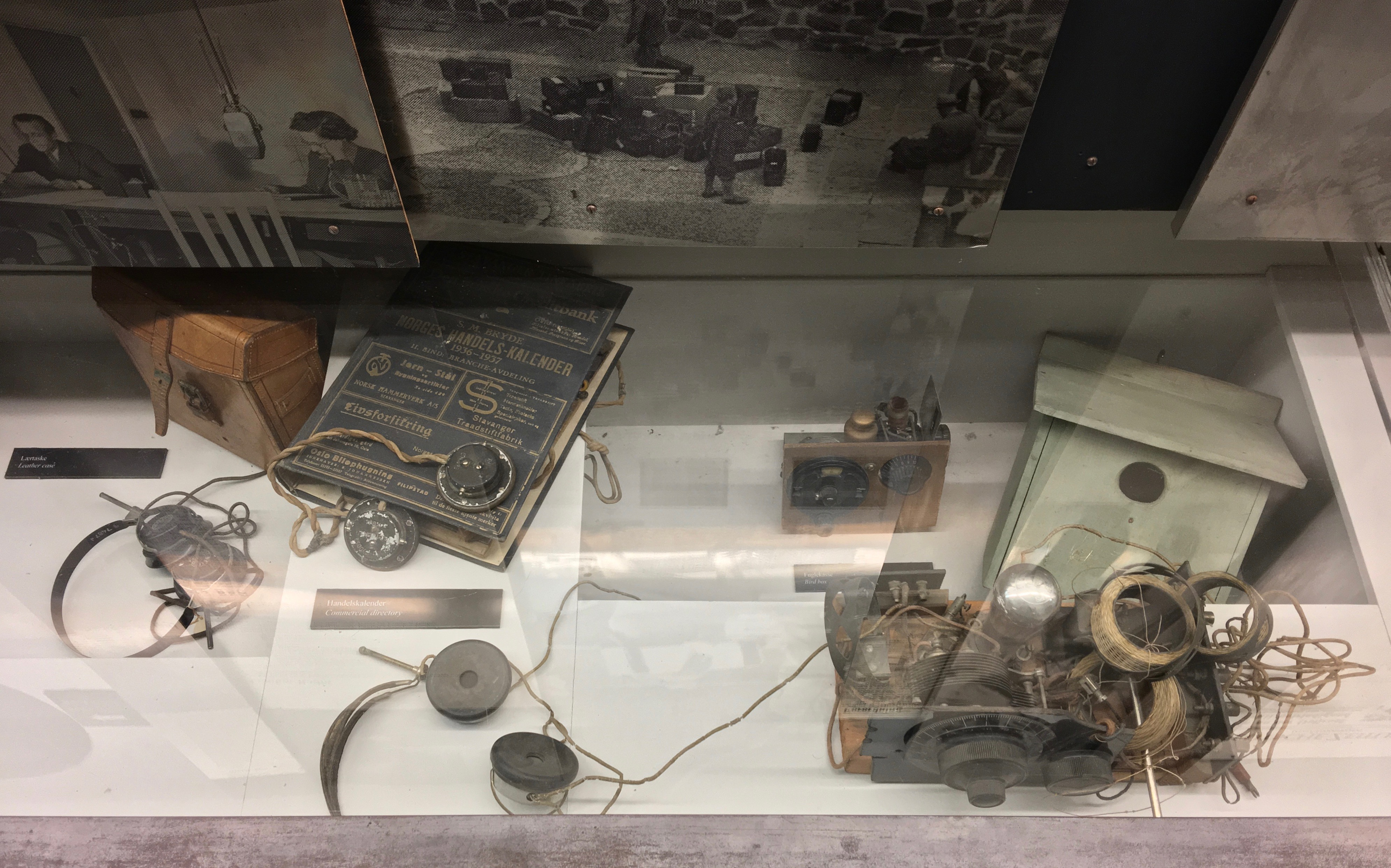
Equipos de radiotransmisión camuflados, 1941.
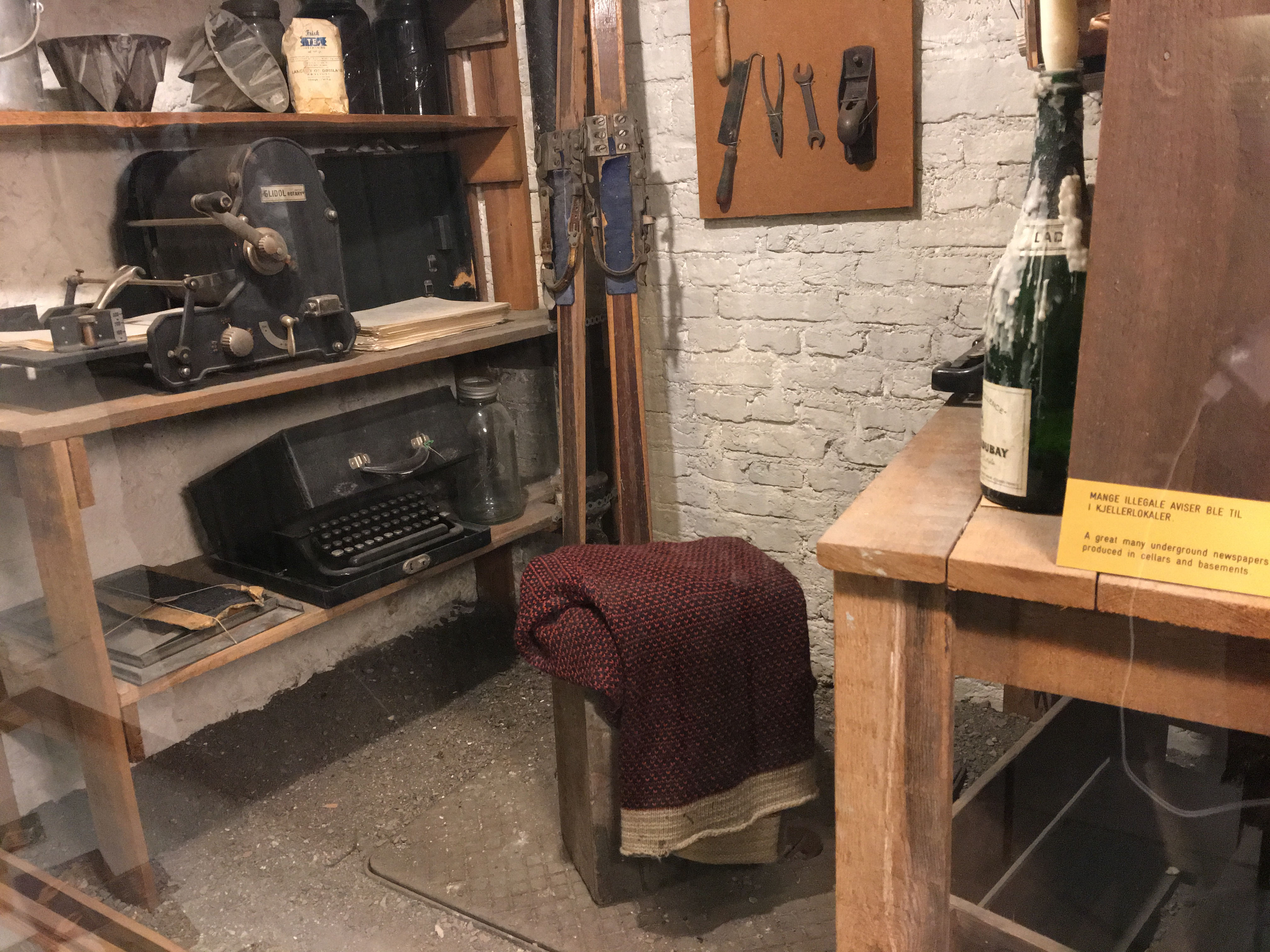
Equipos de impresión clandestina en el sótano.
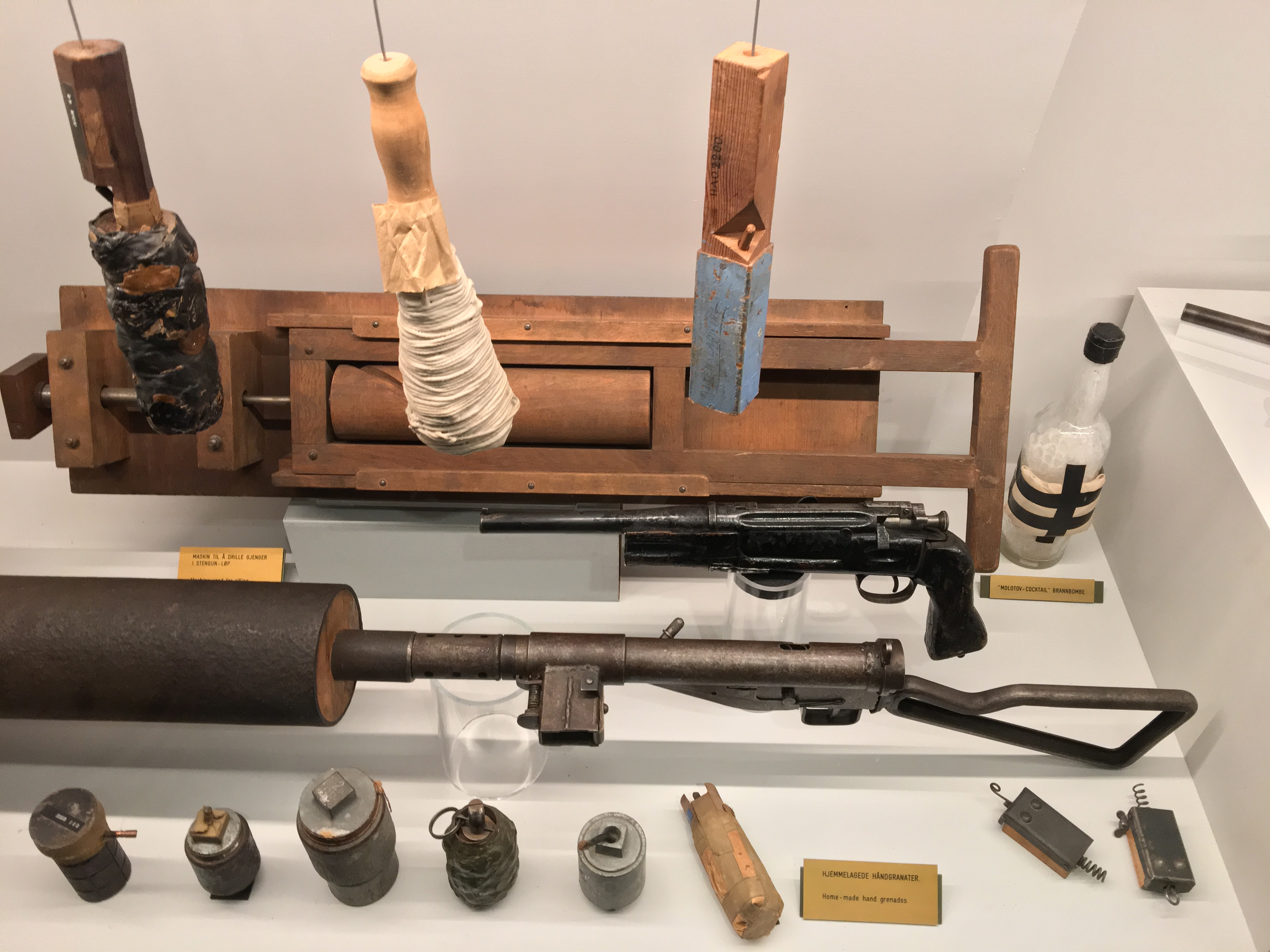
Armas fabricadas a mano capturadas por los alemanes.
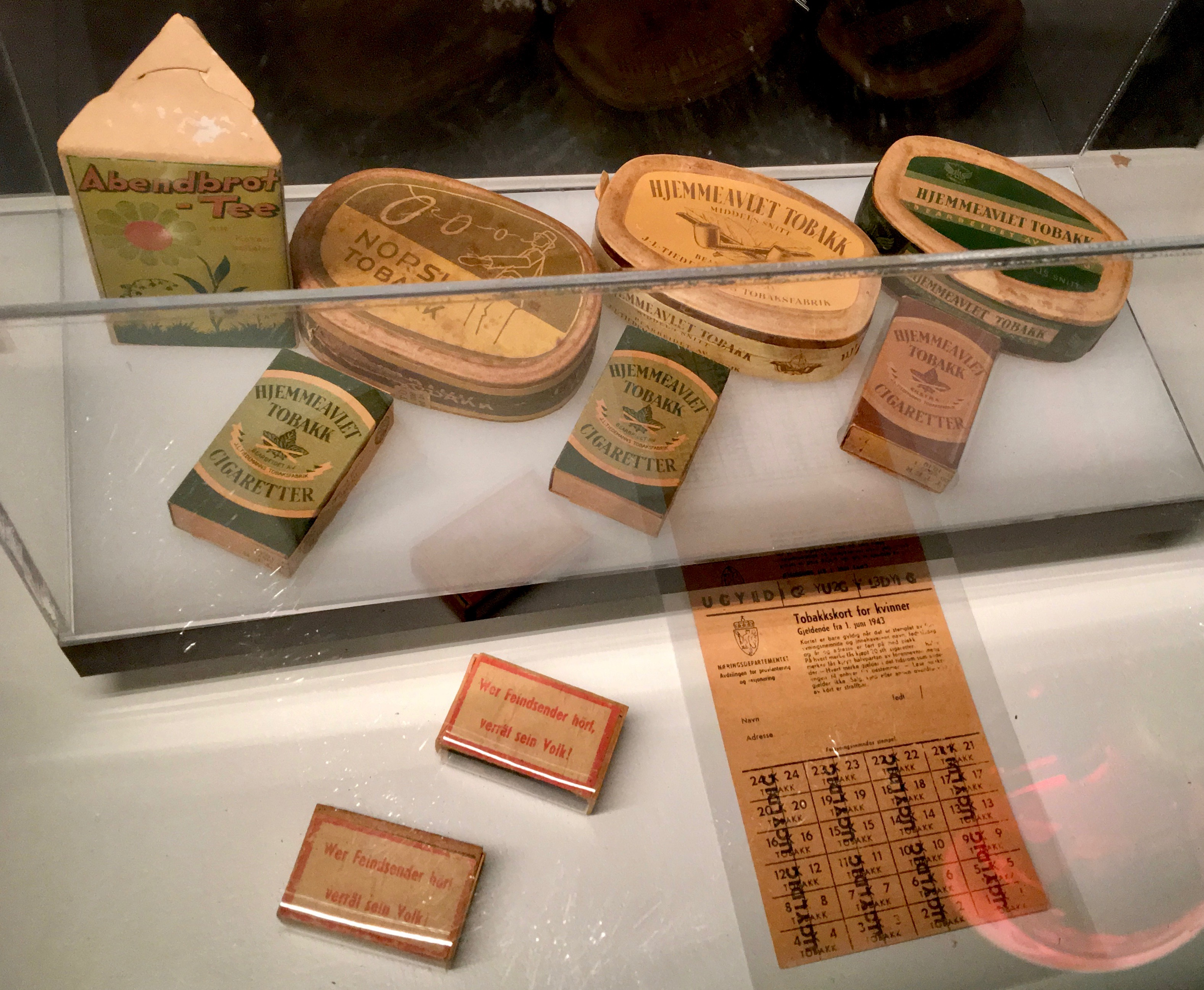
La austeridad de la ocupación: Tabaco casero y cartillas de racionamiento.
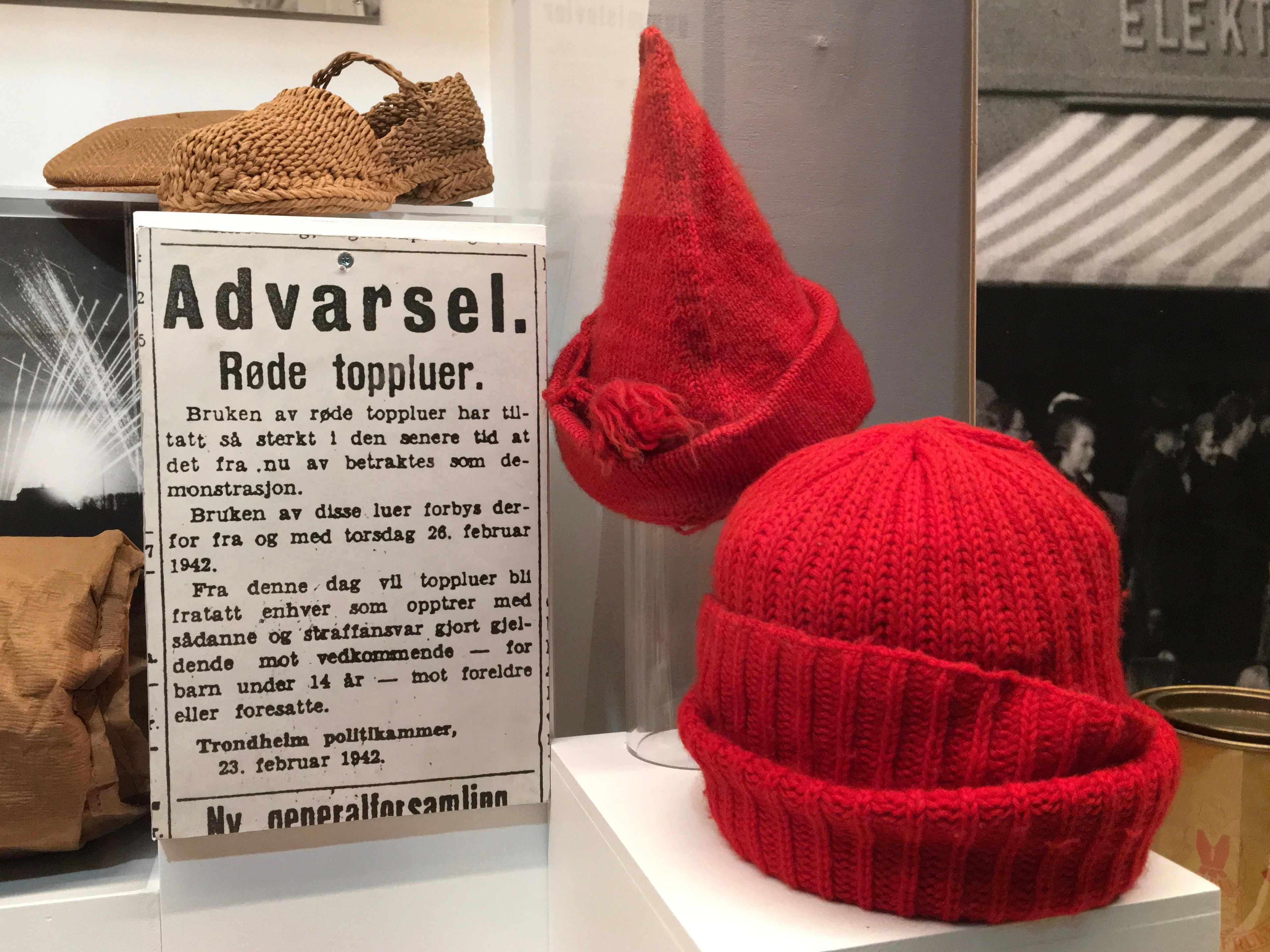
Gorras rojas prohibidas por los nazis por ser símbolo de unión nacional.
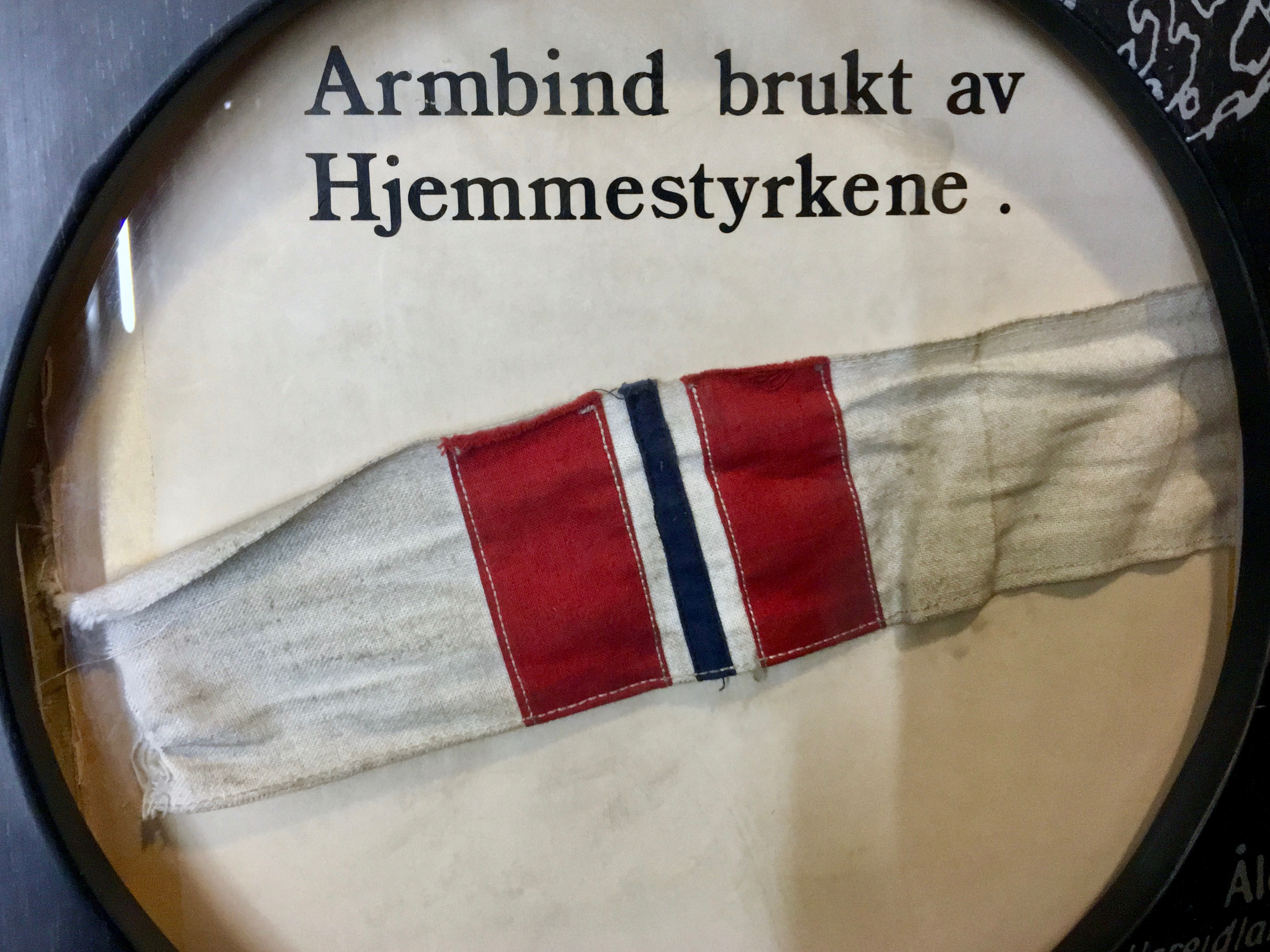
Brazalete usado por miembros de la resistencia.

### Panorámicas del museo por temas

«Wehrmacht, Kommissariat, Schutzstaffe»
«La austeridad de la ocupación»
«Final de la ocupación»